# Luci Juni Cesenni Petus
Luci Juni Cesenni Petus (en llatí: Lucius Junius Caesennius Paetus), nascut probablement Gai Cesenni Petus (llatí: Gaius Caesennius Paetus), va ser un magistrat romà del segle i.
Sembla que era fill d'un Publi Cesenni Petus, originari de Tarquínia, i hauria nascut amb el nom de Gai Cesenni Petus. Després de l'adopció per part d'un membre de la gens Júnia, hauria adoptat el nom de Luci Juni Cesenni Petus. En qualsevol cas, les fonts literàries l'anomenen sempre Cesenni Petus, simplement.
Va ser elegit cònsol l'any 61 amb Gai Petroni Turpilià. Neró el va enviar el 63 a Armènia per ajudar Corbuló, que lluitava contra els parts amb certes dificultats. Arrogant per naturalesa i creient-se superior a Corbuló, va travessar el Taure i va anunciar que ocuparia Tigranocerta, de la qual Corbuló havia estat expel·lit, però no ho va poder complir, encara que sí que va conquerir algunes fortaleses i va fer una mica de botí, retornant als quarters d'hivern al final de la campanya. Va enviar a Neró un magnífic i exagerat relat de la seva campanya.
A la primavera següent, el rei Vologès I de Pàrtia va aparèixer a la zona i Cesenni Pet s'hi va enfrontar, però després de perdre un cert nombre de soldats es va retirar a les muntanyes del Taure, deixant tres mil homes per defensar els passos. Aquestes forces van ser aniquilades pels parts, que van assetjar a Cesenni Petus a Randea o Arsamòsata, a la vora del riu Arsànies, on era Cesenni Petus. La plaça estava ben proveïda, i Corbuló no era lluny, però Cesenni Petus es va precipitar, portat segurament pels seus temors, i va signar un vergonyós tractat de pau. De resultes d'això va ser destituït del seu comandament. Tornat a Roma s'esperava un fort càstig, però finalment Neró només va confirmar la seva destitució i es va limitar a insultar-lo.
Vespasià el va nomenar governador de Síria, i va ser l'encarregat de l'annexió del regne de Commagena.
Cesenni Petus es va casar amb Flàvia Sabina, una filla de Flavi Sabí, el germà de Vespasià. Sembla que varen tenir dos fills: Luci Juni Cesenni Petus, cònsol el 79 dC i procònsol el 80 (del qual s'han identificat diverses monedes del temps de Domicià), i Luci Cesenni Sospes, cònsol el 114 dC.